# Battenfeld
Battenfeld ist ein Ortsteil der Gemeinde Allendorf (Eder) im nordhessischen Landkreis Waldeck-Frankenberg.

## Geographische Lage
Battenfeld liegt direkt südwestlich des Allendorfer Kernorts an der Mündung des Nitzelbachs in die Eder. An der Ortschaft vorbei verlaufen die Bundesstraße 236 und die Bundesstraße 253. Hindurch führen die Landesstraße 3382 und die Kreisstraße 119. In Battenfeld gibt es einen Haltepunkt an der Bahnstrecke Bad Berleburg–Allendorf. Diese wird seit 1981 jedoch nur noch von einzelnen Sonderzügen der Kurhessenbahn bedient.

## Geschichte

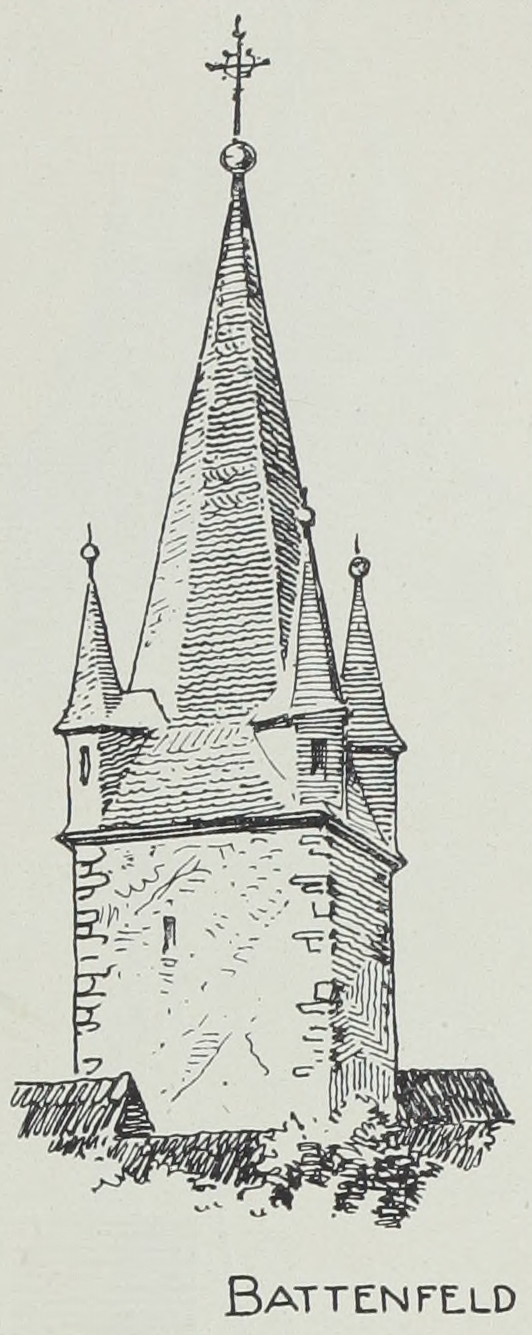
Kirchturm der evangelischen Kirche Battenfeld

### Ortsgeschichte
Der Ort wurde erstmals im Jahre 778 erwähnt, als hier Gefechte im Zuge der Sachsenkriege Karls des Großen stattfanden. Die Kirche ist eine romanische kreuzförmige Basilika aus dem 12./13. Jahrhundert. Erhalten sind zwei Joche im Schiff und die Vierung mit Kreuzgratgewölben sowie ein kuppelartiges Gewölbe im Chor.
Die Statistisch-topographisch-historische Beschreibung des Großherzogthums Hessen berichtet 1830 über Battenfeld:

„Battenfeld (L. Bez. Battenberg) evangel. Pfarrdorf; liegt an der Eder und am Fuße der Anhöhe, auf welcher Battenberg gelegen ist. Man zählt 81 Häuser und 561 Einw., die bis auf 60 Juden evangelisch sind. Zur hiesigen Synagoge gehören die Juden aus Battenberg, Rennertehausen, Berghofen und Allendorf. Jährlich werden 3 Viehmärkte gehalten; auch befinden sich hier mehrere Pottaschesiedereien. – Die Gegend ist durch die Niederlage, die im Jahr 778 die Sachsen hier erlitten, bekannt geworden. Den Ort dieser Niederlage nennen die Meisten Liesi oder Lihesi (Leisa), und den benachbarten Fluß Adarnia oder Aderna (Eder). Nur einer nennt Baddenfeldum Adernam juxta fluvium. Aber Battenfeld und Leisa liegen so nahe beisammen, daß diese Niederlage sowohl nach dem einen, als nach dem andern Ort benannt werden konnte. Durch die Grafen von Battenberg kam Battenfeld 1228 durch Kauf an Mainz, welches Erzstift denselben auch in der 1291 mit Grafen Hermann von Battenberg Statt gefundenen Abtheilung behielt. Zum Kirchengebiete gehörten im 15. Jahrhundert folgende Orte: Rennertehausen, Dodenau mit 4 Dörfern, Bermertshausen (im Wittgensteinischen), Allendorf, Leisa, Reddighausen, und folgende die nicht mehr existiren: Rygene, Brunely, Veldenberge, Wadenfelt et Eyllenhusen, Duntzelnhusen, Heyne, Aldershusen, Letter.“

Hessische Gebietsreform (1970–1977)
Am 1. Februar 1971 wurde im Zuge der Gebietsreform in Hessen die bis dahin selbständige Gemeinde Battenfeld in die Gemeinde Allendorf (Eder) (damalige Schreibweise Allendorf-Eder) auf freiwilliger Basis eingegliedert. Für Battenfeld wurde wie für die übrigen eingegliederten Gemeinden ein Ortsbezirk mit Ortsbeirat und Ortsvorsteher nach der Hessischen Gemeindeordnung gebildet.

### Verwaltungsgeschichte im Überblick
Die folgende Liste zeigt die Staaten und Verwaltungseinheiten, denen Battenfeld angehört(e):
- um 1400 und später: Heiliges Römisches Reich, Kurfürstentum Mainz, Amt Battenberg (zeitweise verpfändet)
- ab 1464: Heiliges Römisches Reich, Landgrafschaft Hessen, Amt Battenberg
- ab 1567: Heiliges Römisches Reich, Landgrafschaft Hessen-Marburg, Amt Battenberg[8]
- 1604–1648: strittig zwischen Hessen-Kassel und Hessen-Darmstadt (Hessenkrieg)
- ab 1604: Heiliges Römisches Reich, Landgrafschaft Hessen-Kassel, Amt Battenberg
- ab 1627: Heiliges Römisches Reich, Landgrafschaft Hessen-Darmstadt, Oberfürstentum Hessen, Amt Battenberg[9]
- ab 1806: Großherzogtum Hessen,[Anm. 2] Fürstentum Oberhessen, Amt Battenberg[10]
- ab 1815: Großherzogtum Hessen, Provinz Oberhessen, Amt Battenberg
- ab 1821: Großherzogtum Hessen, Provinz Oberhessen, Landratsbezirk Battenberg[Anm. 3]
- ab 1832: Großherzogtum Hessen, Provinz Oberhessen, Kreis Biedenkopf
- ab 1848: Großherzogtum Hessen, Regierungsbezirk Biedenkopf
- ab 1852: Großherzogtum Hessen, Provinz Oberhessen, Kreis Biedenkopf
- ab 1867: Königreich Preußen,[Anm. 4] Provinz Hessen-Nassau, Regierungsbezirk Wiesbaden, Kreis Biedenkopf (übergangsweise Hinterlandkreis)[9]
- ab 1871: Deutsches Reich, Königreich Preußen, Provinz Hessen-Nassau, Regierungsbezirk Wiesbaden, Kreis Biedenkopf
- ab 1918: Deutsches Reich (Weimarer Republik), Freistaat Preußen, Provinz Hessen-Nassau, Regierungsbezirk Wiesbaden, Kreis Biedenkopf
- ab 1932: Deutsches Reich, Freistaat Preußen, Provinz Hessen-Nassau, Regierungsbezirk Kassel, Landkreis Frankenberg
- ab 1933: Deutsches Reich, Freistaat Preußen, Provinz Hessen-Nassau, Regierungsbezirk Kassel, Landkreis Frankenberg
- ab 1944: Deutsches Reich, Freistaat Preußen, Provinz Kurhessen, Landkreis Frankenberg
- ab 1945: Amerikanische Besatzungszone,[Anm. 5] Groß-Hessen, Regierungsbezirk Kassel, Landkreis Frankenberg
- ab 1946: Amerikanische Besatzungszone, Hessen, Regierungsbezirk Kassel, Landkreis Frankenberg
- ab 1949: Bundesrepublik Deutschland, Hessen, Regierungsbezirk Kassel, Landkreis Frankenberg
- ab 1971: Bundesrepublik Deutschland, Hessen, Regierungsbezirk Kassel, Landkreis Frankenberg, Gemeinde Allendorf (Eder)
- ab 1974: Bundesrepublik Deutschland, Hessen, Regierungsbezirk Kassel, Landkreis Waldeck-Frankenberg, Gemeinde Allendorf (Eder)

### Juden in Battenfeld
Battenfeld war bis zum Aufstieg des Nationalsozialismus der Mittelpunkt des jüdischen Lebens in der Umgebung. Es lebten 1830 etwa 60 Juden in Battenfeld. Die Synagoge im Ort war Treffpunkt der jüdischen Gemeinde im Oberen Edertal, welche etwa 170 Mitglieder zählte. Viele Juden wanderten zur Zeit des Dritten Reiches aus oder wurden in Konzentrationslager gebracht. Einigen, wie etwa den Brüdern Theodor und Joseph Löwenstein, gelang es, in die USA zu emigrieren. Während der Novemberpogrome von 1938 wurde die Synagoge zerstört und der Friedhof geschändet. Heute leben keine Juden mehr in Battenfeld. Auf dem ehemaligen jüdischen Friedhof und im Heimatmuseum Battenfeld kann man noch einige Sachen sehen, die aus dieser Zeit übrig geblieben sind. Das ehemalige Haus der Landgrafen von Darmstadt, das später von Juden gekauft und lange Zeit bewohnt wurde, wird heute noch von älteren Mitbürgern „Judenhaus“ genannt.

### Einwohnerentwicklung
| • 1502: | 007 Männer               |
| • 1577: | 038 Hausgesesse          |
| • 1712: | 063 Haushaltungen        |
| • 1791: | 389 Einwohner            |
| • 1800: | 393 Einwohner            |
| • 1806: | 402 Einwohner, 68 Häuser |
| • 1829: | 561 Einwohner, 51 Häuser |

| Battenfeld: Einwohnerzahlen von 1791 bis 2011 | Battenfeld: Einwohnerzahlen von 1791 bis 2011 | Battenfeld: Einwohnerzahlen von 1791 bis 2011 | Battenfeld: Einwohnerzahlen von 1791 bis 2011 | Battenfeld: Einwohnerzahlen von 1791 bis 2011 |
| --- | --------------------------------------------- | --------------------------------------------- | --------------------------------------------- | --------------------------------------------- |
| Jahr |                                               |                                               |                                               | Einwohner                                     |
| 1791 | 1791                                          |                                               | 389                                           | 389                                           |
| 1800 | 1800                                          |                                               | 393                                           | 393                                           |
| 1806 | 1806                                          |                                               | 402                                           | 402                                           |
| 1829 | 1829                                          |                                               | 561                                           | 561                                           |
| 1834 | 1834                                          |                                               | 561                                           | 561                                           |
| 1840 | 1840                                          |                                               | 590                                           | 590                                           |
| 1846 | 1846                                          |                                               | 648                                           | 648                                           |
| 1852 | 1852                                          |                                               | 557                                           | 557                                           |
| 1858 | 1858                                          |                                               | 621                                           | 621                                           |
| 1864 | 1864                                          |                                               | 577                                           | 577                                           |
| 1871 | 1871                                          |                                               | 531                                           | 531                                           |
| 1875 | 1875                                          |                                               | 529                                           | 529                                           |
| 1885 | 1885                                          |                                               | 515                                           | 515                                           |
| 1895 | 1895                                          |                                               | 512                                           | 512                                           |
| 1905 | 1905                                          |                                               | 462                                           | 462                                           |
| 1910 | 1910                                          |                                               | 470                                           | 470                                           |
| 1925 | 1925                                          |                                               | 546                                           | 546                                           |
| 1939 | 1939                                          |                                               | 528                                           | 528                                           |
| 1946 | 1946                                          |                                               | 828                                           | 828                                           |
| 1950 | 1950                                          |                                               | 848                                           | 848                                           |
| 1956 | 1956                                          |                                               | 743                                           | 743                                           |
| 1961 | 1961                                          |                                               | 729                                           | 729                                           |
| 1967 | 1967                                          |                                               | 714                                           | 714                                           |
| 1980 | 1980                                          |                                               | ?                                             | ?                                             |
| 1990 | 1990                                          |                                               | ?                                             | ?                                             |
| 2000 | 2000                                          |                                               | ?                                             | ?                                             |
| 2011 | 2011                                          |                                               | 972                                           | 972                                           |
| Datenquelle: Historisches Gemeindeverzeichnis für Hessen: Die Bevölkerung der Gemeinden 1834 bis 1967. Wiesbaden: Hessisches Statistisches Landesamt, 1968. Weitere Quellen: ; Zensus 2011 |                                               |                                               |                                               |                                               |

### Historische Religionszugehörigkeit
| • 1829: | 501 evangelische (= 89,30 %), 60 jüdische (= 10,70 %) Einwohner                          |
| • 1885: | 488 evangelische (= 95,34 %), 2 katholische (= 0,39 %), 22 jüdische (= 4,27 %) Einwohner |
| • 1961: | 668 evangelische (= 91,63 %), 61 katholische (= 8,37 %) Einwohner                        |

## Politik
Ortsvorsteher und Vorsitzender des fünfköpfigen Ortsbeirates ist Werner Koch von der BLO (Bürgerliste Ortsteile) (Stand 2016).

## Kultur und Sehenswürdigkeiten

### Kulturdenkmäler
Siehe Liste der Kulturdenkmäler in Allendorf.Battenfeld.

### Vereine
- Männergesangverein Battenfeld e. V. 1878
- Sportgemeinschaft (SG) 1920 Battenfeld e. V.
- Freiwillige Feuerwehr Battenfeld
- Kyffhäuser-Kameradschaft Battenfeld/Eder e. V.
- Frauenchor Battenfeld 1946 e. V.
- Gewerbeverein Einkaufszentrum Battenfeld e. V.

### Regelmäßige Veranstaltungen
Am ersten Oktoberwochenende (Samstag und Sonntag) findet der Kram- und Viehmarkt statt.
Am vorletzten Septemberwochenende (Samstag) findet das Battenfelder Oktoberfest statt.

## Persönlichkeiten
- Conrad Arnold (1774–1840), liberaler hessische Politiker und ehemaliger Abgeordneter der 2. Kammer der Landstände des Großherzogtums Hessen und bis 1837 Bürgermeister von Battenfeld
- Theodor Löwenstein (1902–1985), Landschaftsgärtner, emigrierte 1931 in die USA, 1. Präsident des German Jewish Club in Los Angeles, legte 1941/42 den Garten des Thomas-Mann-Hauses in Pacific Palisades an[17]